# Tsaguera (Ochamchire)
Tsaguera (en georgiano: ცაგერა) o Duvyan (en abjasio: Дәҩан) es una aldea que pertenece a la parcialmente reconocida República de Abjasia, dentro del distrito de Ochamchire, aunque de iure es parte del municipio de Ochamchire de la República Autónoma de Abjasia de Georgia.

## Geografía
Tsaguera se encuentra en la llanura del Mar Negro, a 10 km de Ochamchire. Las aldea se administra desde el pueblo de Aradu.  

## Historia
En la década de 1940, los agricultores de Lechjumi se establecieron aquí y la aldea recibió el nombre de Tsaguera en honor al centro administrativo de su región de origen, Tsagueri. En 1949-1954 existió el consejo de la aldea de Tsaguera. El 19 de junio de 1954, las aldeas de Aradu y Yukmuri se separaron del consejo de la aldea de Mokvi y se unieron al consejo de la aldea de Tsagueri, que pasó a denominarse consejo de la aldea de Aradu con el centro en la aldea de Aradushi. El 3 de agosto de 1960, el pueblo de Aradu fue separado del consejo del pueblo y se unió al consejo de aldea de Tsaguera y Kochara. Más tarde, la aldea fue separada de la comunidad de Kochar y devuelta al consejo de la aldea de Aradu.  